# Жукотківська сільська рада
Жуко́тківська сільська́ ра́да — орган місцевого самоврядування у Чернігівському районі Чернігівської області. Адміністративний центр — село Жукотки.

## Загальні відомості
Жукотківська сільська рада утворена в 1919 році.
- Територія ради: 32,49 км²
- Населення ради: 871 особа (станом на 2001 рік)

## Населені пункти
Сільській раді підпорядковані населені пункти:
- с. Жукотки
- с. Гірманка
- с. Левоньки

## Склад ради
Рада складається з 14 депутатів та голови.
- Голова ради:
- Секретар ради: Біла Тетяна Михайлівна

### Керівний склад попередніх скликань
| ПІБ                          | Основні відомості                                                                       | Дата обрання | Дата звільнення |
| ---------------------------- | --------------------------------------------------------------------------------------- | ------------ | --------------- |
| Сінкевич Валерій Миколайович | Сільський голова, 1958 року народження, освіта середня спеціальна                       | 26.03.2006   | 31.10.2010      |
| Сінкевич Валерій Миколайович | Сільський голова, 1958 року народження, освіта середня спеціальна, член Партії регіонів | 31.10.2010   | 04.11.2014      |

Примітка: таблиця складена за даними джерела

### Депутати
За результатами місцевих виборів 2010 року депутатами ради стали:

#### За суб'єктами висування
| Суб'єкт висування | Кількість обраних депутатів | %   |
| ----------------- | --------------------------- | --- |
| Партія регіонів   | 14                          | 100 |

#### За округами
| № округу        | Прізвище, ім'я, по батькові   | Дата визнання обраним | Освіта             | Партійна приналежність | Відомості про обраного депутата                        |
| --------------- | ----------------------------- | --------------------- | ------------------ | ---------------------- | ------------------------------------------------------ |
| Партія регіонів |                               |                       |                    |                        |                                                        |
| 1               | Фрол Іван Миколайович         | 31.10.2010            | вища               | член Партії регіонів   | ПСП «Жукотківське», головний інженер                   |
| 2               | Філон Любов Степанівна        | 31.10.2010            | вища               | член Партії регіонів   | Жукотківська загальноосвітня школа І-ІІІ ст., директор |
| 3               | Будаш Ольга Миколаївна        | 31.10.2010            | середня            | член Партії регіонів   | відділення зв'язку с. Жукотки, листоноша               |
| 4               | Симончук Ганна Григорівна     | 31.10.2010            | середня спеціальна | член Народної партії   | ПСП «Жукотківське», гол. агроном                       |
| 5               | Сінкевич Ніна Миколаївна      | 31.10.2010            | середня спеціальна | член Партії регіонів   | фермерське підприємство с. Жукотки, зав. ФПом          |
| 6               | Загаба Володимир Миколайович  | 31.10.2010            | середня            | член Партії регіонів   | ЧІМКа, механізатор                                     |
| 7               | Кияшко Тетяна Павлівна        | 31.10.2010            | середня спеціальна | член Народної партії   | ПСП «Жукотківське», економіст                          |
| 8               | Навозенко Наталія Петрівна    | 31.10.2010            | середня спеціальна | член Партії регіонів   | тимчасово не працює                                    |
| 9               | Біла Тетяна Михайлівна        | 31.10.2010            | середня спеціальна | позапартійна           | Жукотківська сільська рада, секретар                   |
| 10              | Дольник Сергій Васильович     | 31.10.2010            | середня            | член Партії регіонів   | ПСП «Жукотківське», механізатор                        |
| 11              | Леонова Тетяна Михайлівна     | 31.10.2010            | середня            | член Партії регіонів   | тимчасово не працює                                    |
| 12              | Сидоренко Світлана Іванівна   | 31.10.2010            | середня спеціальна | член Партії регіонів   | тимчасово не працює                                    |
| 13              | Михайленко Віра Олександрівна | 31.10.2010            | середня            | член Партії регіонів   | пенсіонер                                              |
| 14              | Григор'єв Валерій Васильович  | 31.10.2010            | вища               | член Партії регіонів   | Левоньківська психіатрична лікарня, головний лікар     |